# Колесников, Сидор Иванович
Сидор Иванович Колесников (1900—1968) — Герой Советского Союза (1945), стрелок 88-го гвардейского стрелкового полка 33-й гвардейской стрелковой дивизии 39-й армии 3-го Белорусского фронта, гвардии красноармеец.

## Биография
Родился 10 мая 1900 года в селе Мартыновка Области Войска Донского, ныне слобода Большая Мартыновка Ростовской области. Русский.
Окончил среднюю школу. Работал слесарем. Затем — агрономом в Константиновском лесопитомнике.
В августе 1943 года был призван в ряды Красной Армии. В боях Великой Отечественной войны с 1943 года. Воевал в составе войск 1-го Прибалтийского, Западного и 3-го Белорусского фронтов. В период с 24 февраля по 3 марта 1945 года стрелок 88-го гвардейского стрелкового полка гвардии красноармеец С. И. Колесников участвовал в ликвидации земландской группировки немецких войск западнее города Кёнигсберг. В этих боях лично уничтожил несколько десятков гитлеровцев. Вынес с поля боя пятнадцать раненых бойцов и командиров.
После окончания войны гвардии старшина С. И. Колесников демобилизовался. Жил в родном посёлке в историческом доме по улице Топилина, 56. Работал директором Егорлыкского лесопитомника и директором Константиновского лесопитомника.
Умер 26 сентября 1968 года там же, где и родился.

## Награды
- Указом Президиума Верховного Совета СССР от 19 апреля 1945 года за образцовое выполнение боевых заданий командования на фронте борьбы с немецко-фашистскими захватчиками и проявленные при этом мужество и героизм гвардии красноармейцу Колесникову Сидору Ивановичу присвоено звание Героя Советского Союза с вручением ордена Ленина и медали «Золотая Звезда» (№ 5031).
- Награждён орденом Красного Знамени, орденом Красной Звезды, медалями.

## Память
- Мемориальная доска в память о Колесникове установлена Российским военно-историческим обществом на здании Мартыновской средней школы Ростовской области, где он учился.